# Abigaïl (voornaam)
Abigaïl is een meisjesnaam van Hebreeuwse oorsprong en betekent "de vader verheugt zich" of "vreugde van de vader".
Varianten of afgeleiden van Abigaïl zijn onder andere: Abigaël, Abigael, Abigaél Abigal, Abbey, Abbie, Abbi, Abby, Abiegel, Bigel.
De naam komt ook voor in het Engels als Abigail of onder de verkorte vormen Abbie, Abbey, Abby, Gail of Gayle. In het Engels kreeg de naam Abigail ook de bijbetekenis van "dienstmeisje" of "kamermeisje", naar het Bijbelboek I Samuel, waar Abigaïl zich "uw dienstmaagd" noemt. In de Engelse literatuur kan men dit gebruik van de naam onder andere terugvinden in Beaumont en Fletchers toneelstuk The Scornful Lady uit 1616.

## Abigaïl in de Bijbel
Abigaïl is de naam van twee vrouwen in de Bijbel. Zie Abigaïl (Bijbel).

## Bekende naamdraagsters
- Abbey Hoes, Nederlandse actrice en zangeres
- Abby Brammell, Amerikaanse actrice
- Abby Dalton, Amerikaanse actrice
- Abigail Adams, echtgenote van de Amerikaanse president John Adams
- Abigail Fillmore, echtgenote van de Amerikaanse president Millard Fillmore
- Gail Devers, Amerikaanse atlete
- Gail Emms, Britse badmintonspeelster
- Gayle Lynds, Amerikaanse schrijfster